# Eberhard Neumann (Biochemiker)
Eberhard Neumann (* 17. Juni 1939 in Breslau) ist ein deutscher Biochemiker und Biophysiker.

## Leben
Neumann studierte Chemie in Münster und Wien und wurde 1967 an der Universität Münster promoviert. Danach war er Assistent bei Manfred Eigen am Max-Planck-Institut für Biophysikalische Chemie in Göttingen und forschte bei Aharon Katzir (Katchalsky) am Weizmann-Institut. Er habilitierte sich 1973 an der Universität Konstanz und wurde dort 1982 außerplanmäßiger Professor, bevor er 1975 Junior-Arbeitsgruppenleiter am Max-Planck-Institut für Biochemie in Martinsried in der Abteilung von Robert Huber wurde. Er war 1974 bis 1978 Gastprofessor und Adjunct Professor an der Columbia University und 1983 bis 2005 Professor für Physikalische und Biophysikalische Chemie an der Universität Bielefeld.
Neumann befasst sich mit den Grundlagen biologischer Elektrizität und der Anwendung elektrischer Pulse in der Biotechnologie, unter anderem in der Tumor-Therapie und Gentherapie. Er forschte über den Einfluss elektrischer Felder auf die Transportvorgänge in Membranen mit Anwendung auf gezielte Einschleusung von Medikamenten in die Zelle. Er befasst sich auch mit Membranproteinen und elektrischem Gen-Transfer.
1980 erhielt er den Chemie-Preis der Akademie der Wissenschaften zu Göttingen. Er ist Ehrendoktor der Universität Bukarest (2003), der Universität von Ljubljana (2006, Fakultät für Elektrotechnik) und der Bulgarischen Akademie der Wissenschaften in Sofia. Neumann war Präsident der Deutschen Gesellschaft für Biophysik und der Gesellschaft für Bioelektrochemie und ist Herausgeber von Bioelectrochemistry.
1998 wurde er Mitglied der Sächsischen Akademie der Wissenschaften.